# Ramal C15 del Ferrocarril Belgrano
El Ramal C15 pertenece al Ferrocarril General Belgrano, Argentina.

## Ubicación
Se halla en las provincias de Jujuy y Salta. 
Atraviesa la zona de llanuras de estas provincias.
| Estación           | msnm |
| Perico             | 942  |
| San Pedro de Jujuy | 581  |
| Ledesma            | 463  |
| Pichanal           | 307  |
| Embarcación        | 289  |
| Tartagal           | 504  |
| Pocitos            | 580  |

## Características
Es un ramal de la red de vía angosta del Ferrocarril General Belgrano, cuya extensión es de 334 km entre las cabeceras Perico y Pocitos. Desde Pocitos tiene acceso hacia Bolivia a través del Ferrocarril Oriental Boliviano.
Se encuentra en uso de cargas sólo el tramo entre Perico y Pichanal. Mayormente se transporta azúcar procedente de varios ingenios azucareros de la zona.
También funciona la estación Pocitos para carga procedente de Bolivia, estando alguiladas las instalaciones.
El tramo entre Pichanal y Pocitos se encuentra inhabilitado a causa del desmoronamiento y el mal estado de los puentes que cruzan diversos cursos de agua en la región.
En mayo de 2013, se anuncia la reapertura de la totalidad de este ramal hasta Bolivia, así como también  los ramales A a La Rioja y el C14 de Salta a Chile.